# Donmacythere
Donmacythere is een geslacht van uitgestorven kreeftachtigen uit de klasse van de Ostracoda (mosselkreeftjes).

## Soorten
- Donmacythere damottae (Colin, 1974) Colin, 1984 †
- Donmacythere hafsuni Reyment, 1984 †
- Donmacythere inferangulata (Donze, 1972) Babinot, Colin & Damotte, 1985 †
- Donmacythere vellicata Babinot, Colin & Randrianasolo, 2009 †